# Верже-Депре, Анук
Анук Верже-Депре (фр. Anouk Vergé-Dépré; род. 11 февраля 1992, Берн) — швейцарская пляжная волейболистка, бронзовый призёр Олимпийских игр (2020), чемпионка Европы (2020).
Старшая сестра волейболистки Зоэ Верже-Депре (род. 1998), которая представляла Швейцарию на Олимпийских играх 2024 года.

## Карьера
На молодёжном уровне Верже-Депре играла в волейбол и в пляжный волейбол, пока в 2011 году не стала партнёршей Изабель Форрер. На дебютном для себя чемпионате Европы 2011 года, Верже-Депре играла в паре с Форрер, вместе с которой они боролись за выход в плей-офф, но в стыковых матчах проиграли паре из Чехии со счётом 2-0.
Летом 2016 года на олимпийском турнире со своей напарницей Форрер, прошла в 1/8 финала, где со счётом 2-0 они проиграли будущим олимпийским чемпионкам из Германии (Людвиг/Валькенхорст).
С 2017 года играет в паре с Йоаной Хайдрих, вместе с которой выиграла чемпионат Европы 2020 года и бронзовую медаль на олимпийском турнире 2021 года, где в матче за бронзу была обыграна пара из Латвии (Тина Граудиня/Анастасия Кравченок)